# 岡口貴志
岡口 貴志（おかぐち たかし、1975年2月19日 ‐ ）はMC企画に所属する日本の俳優でダンサー兼振付師。兵庫県出身で血液型はO型。通称は「tabow」。

## 芸歴

### テレビ出演
- 「ごくせん」（日本テレビ）
- 「東京庭付き一戸建て」（日本テレビ）
- 「ケータイ刑事 銭形舞」（BS-i・TBS）
- 「塀の中の懲りない女たち2」（日本テレビ）
- 「昨日の友は今日の敵」（NHK）
- 「おしゃれ工房」｛講師｝（NHK教育）
- 「musib-enta」ミュージカル隊（テレビ朝日）
- 「最高ブギウギナイト」（テレビ東京）

### 映画出演
- 「嫌われ松子の一生」
- 「六週間」 - 主演：新山千春

### CM出演
- 「ユンケル皇帝液」（サトウ製薬）
- 「デジモンペンデュラム」（バンダイ）
- 「ビッツサンド」（ヤマザキナビスコ）
- 「JRAキャンペーン ダンス編」（JRA）

### ラジオ出演
- 「ウルトラピップ」（FM群馬）

### 舞台出演
- 「マクベス」（シアターモリエール）
- 「SATURDAY NIGHT FEVER」（新宿コマ劇場）
- 「アイスクリームマン」（築地伝道会館）
- 「濡れた翼の銀の色」（築地伝道会館）

### PV出演・振付
- サザンオールスターズ「愛と欲望の日々」
- サザンオールスターズ「Dirty Old Man」振付助手、撮影振付監督
- 藤木直人「Hey Friends」振付監督
- SILVA「ヴァージンキラー」
- SEX MACHINEGUNS「S.H.R」
- erica  「運命を信じます」恋んトス2主題歌

### ライブ出演
- サザンオールスターズ - 「春の逢瀬ツアー」ツアーダンサー（1999）
- サザンオールスターズ - 「海の日ライブ」ツアーダンサー（2004）
- 矢沢永吉 - 2003年 ツアーダンサー
- 藤木直人 - 2004年 ツアーダンサー